# 평민주의
평민주의(일본어: 平民主義 헤이민슈기[*])는 자유민권운동 시대 일본에서 잡지 『국민지우』・신문 『국민신문』의 주필이었던 토쿠토미 소호에 의해 주창된 주장이다. 서구화는 일반 국민(평민)이 서양문명을 수용하는 근대화로써 이루어져야 한다는 주의다.
오오에촌(현 구마모토현 구마모토시)에 오오에의숙을 열고 향리 청년들의 교화에 힘쓰고 있던 토쿠토미는 리처드 콥든・존 브라이트 등 빅토리아 시대의 자유주의 사상가들의 영향을 받은 바바 타츠이의 영향으로 평민주의 사상을 형성했다.
토쿠토미의 평민주의는 「무비(武備)의 기관」이 아닌 「생산의 기관」을 중심으로 자유로운 생활사회・경제생활을 기반으로, 개인에게 고유한 천부인권을 존중하고 평등주의가 충천한 사회의 실현을 목표로 하는, 「완력세계」에 대한 비판과 생산력 강조를 포함한 것이었다. 이것은 당대 메이지 정부 뿐 아니라 민권론자들 가운데에도 자주 보인 군비확장주의에 대해 비판을 가하는 것으로, 자유주의・평등주의・평화주의를 특징으로 하고 있었다. 토쿠토키의 이론은 1885년(메이지 18년) 자비출판한 『십구세기 일본의 청년 및 그 교육』(후에 『신일본지청년』으로 개칭하여 간행), 1886년(메이지 19년) 간행한 『장래의 일본』에서 전개되었다. 그의 이론은 부국강병・녹명관・징병제・국회개설 등으로 들끓던 당시 일본 사회에 경종을 울리는 것으로서 세상의 주목을 받았다.
토쿠토미는 1886년 탈고하자마자 『장래의 일본』의 원고를 들고 동지사영학교의 은사였던 니이지마 죠의 편지를 지참하고 자유당 당수 이타가키 다이스케를 찾아갔다. 토쿠토미의 화려한 문체는 많은 젊은이들을 사로잡았고, 매우 호평을 받아 토쿠토미는 도쿄에 이주하고 연단에 데뷔했다.
1887년(메이지 20년), 토쿠토미는 도쿄에서 언론단체 민우사를 설립하고 월간지 『국민지우』를 주재했다. "국민지우"라는 제호는 동지사영학교 시절 애독한 미국 주간지 Nation에서 채용한 것이라 한다. 민우사에는 동생 토쿠토미 로카를 비롯해 야마지 아이잔・타케코시 요사부로・쿠니키다 돗포 등이 입사했다. 『국민지우』는 근대화・서구화의 필연성을 설파하면서도, 정부에서 추진하는 구화주의를 「귀족적 (서)구화」라고 비판했다. 또한 국민의 자유확대와 생활향상을 위해서는 위로부터가 아닌 「아래로부터의 개화」가 필요하다는 평민적 급진주의 주장을 펴면서, 미야케 세츠레이・시가 시게타카・쿠가 카츠난 등 국수보존주의를 내건 정교사와 함께 당대 언론계를 양분하는 세력이 되었다.
그러나 토쿠토미는 청일전쟁 이후 삼국간섭에 충격을 받아 이후 국권주의로 전향하고 말았다.

## 참고 자료
- 遠山茂樹「徳富蘇峰」日本歴史大辞典編集委員会『日本歴史大辞典第7巻 つ-の』河出書房新社、1979年11月。
- 田代和久「徳富蘇峰」小学館編『日本大百科全書』小学館（スーパーニッポニカProfessional　Win版）、2004年2月。ISBN 4099067459
- 高野静子「後藤新平と徳富蘇峰」『機 2005年12月号』藤原書店、2005年。
- 久恒啓一「日本偉人伝 徳富蘇峰の歩いた道」『致知 2011年5月号』致知出版社、2011年4月1日。